# باجوس (باد كاليه)
باجوس، باد كاليه (بالفرنسية: Bajus, Pas-de-Calais)‏ هي بلدية تقع في إقليم باد كاليه من منطقة نور با دو كاليه في شمال فرنسا. تبلغ مساحة هذه المدينة 2.94 (كم²)، وترتفع عن سطح البحر 100 م، يبلغ عدد سكانها 303 نسمة حسب إحصاء المعهد الوطني للإحصاء والدراسات الاقتصادية سنة 2009 م. وترأس بيير كليمنت البلدية خلال فترة (2008-2014).